# Aeropuerto de Madrid-Cuatro Vientos
El Aeropuerto de Madrid-Cuatro Vientos (IATA: QYU, OACI: LECU/LEVS) es una instalación aeroportuaria de tercera categoría situada a 8 km del centro de Madrid (España), en el barrio homónimo (distrito Latina). Fundado en 1911, fue junto a la base aérea de Tablada en Sevilla, uno de los dos aeropuertos más antiguos de España y cunas de la aviación española.
Inicialmente era una base aérea del Ejército del Aire de España. Sin embargo, se utiliza desde los años 1970 para uso conjunto cívico-militar. Desde entonces, la sección civil se ha dedicado de forma casi exclusiva a la aviación general y ejecutiva ligera. Actualmente, Cuatro-Vientos es base de varias escuelas, entre las que se encuentran algunas de las principales academias de vuelo del país, clubes de vuelo o aeronaves privadas.
También es la base en Madrid de varios servicios del Estado, como los helicópteros de vigilancia de la Dirección General de Tráfico, la Policía Nacional y del Museo de Aeronáutica y Astronáutica de España.

## Instalaciones

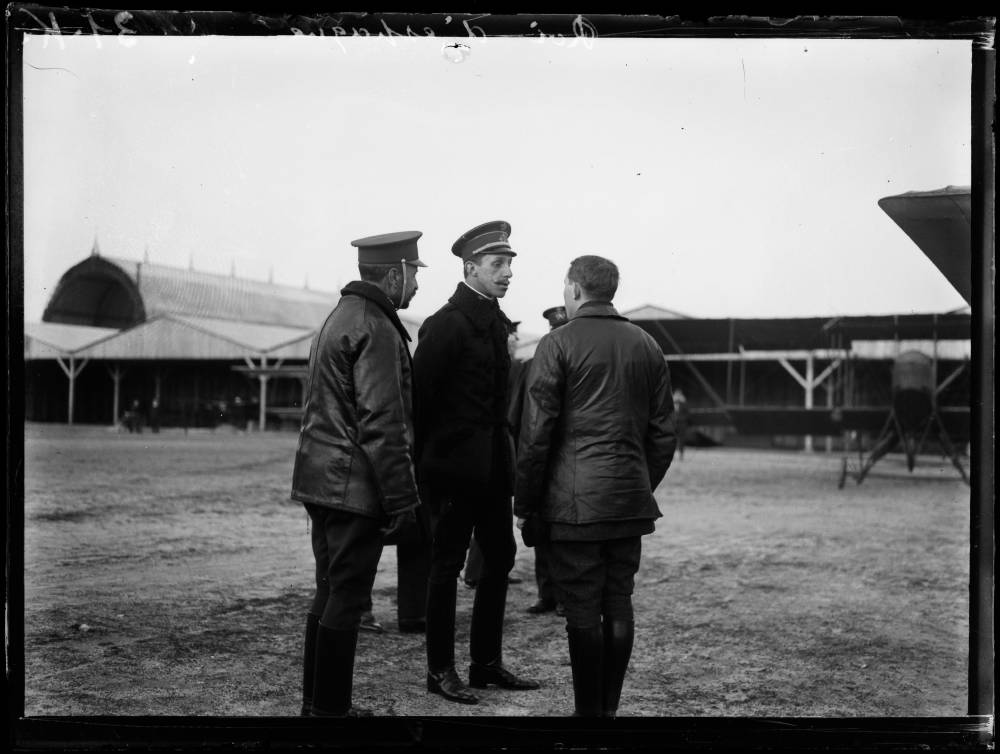
El rey Alfonso XIII de España en el aeródromo en 1908

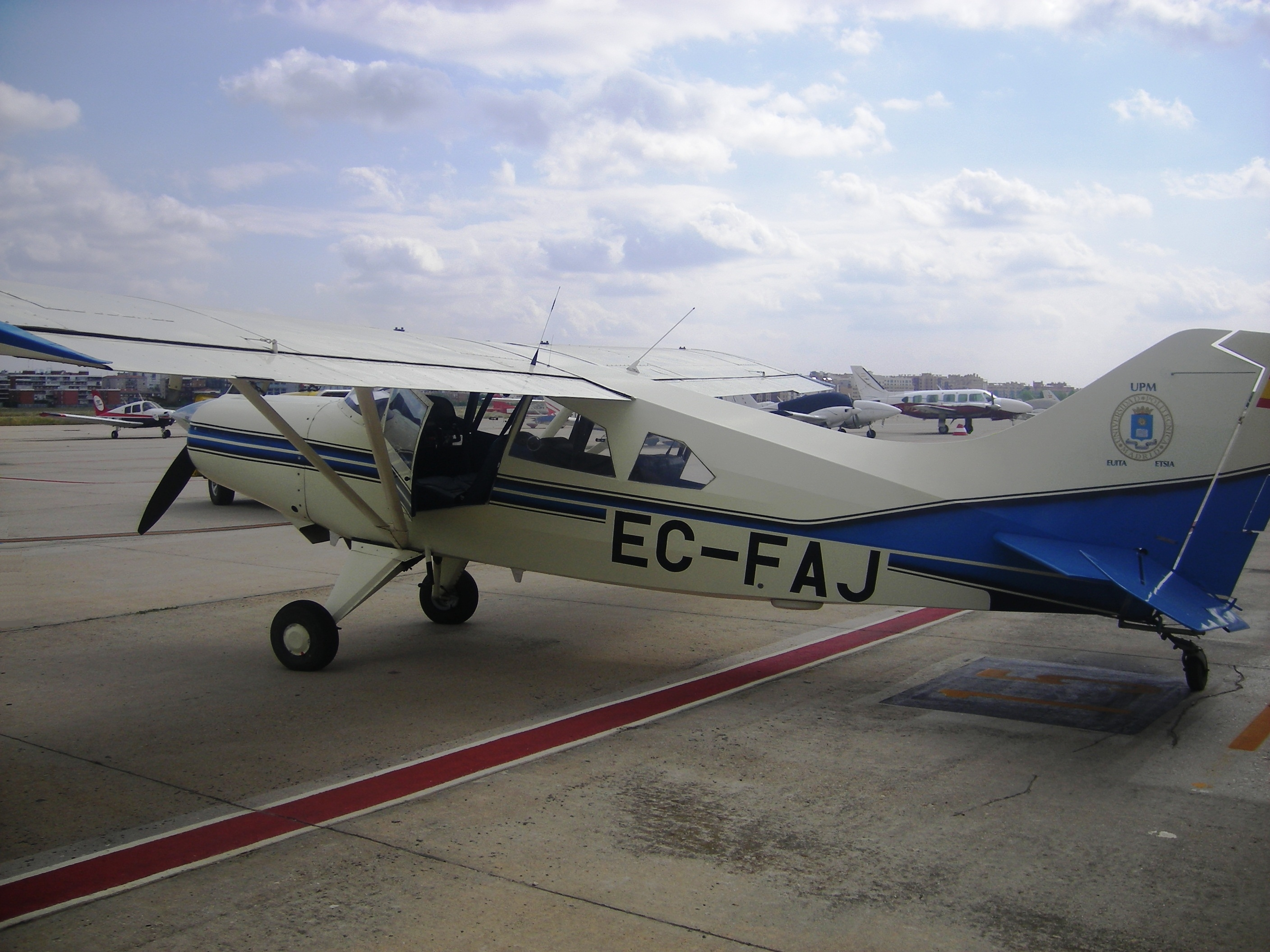
Maule MX-7-180 de la Universidad Politécnica de Madrid en el Aeropuerto de Madrid-Cuatro Vientos.

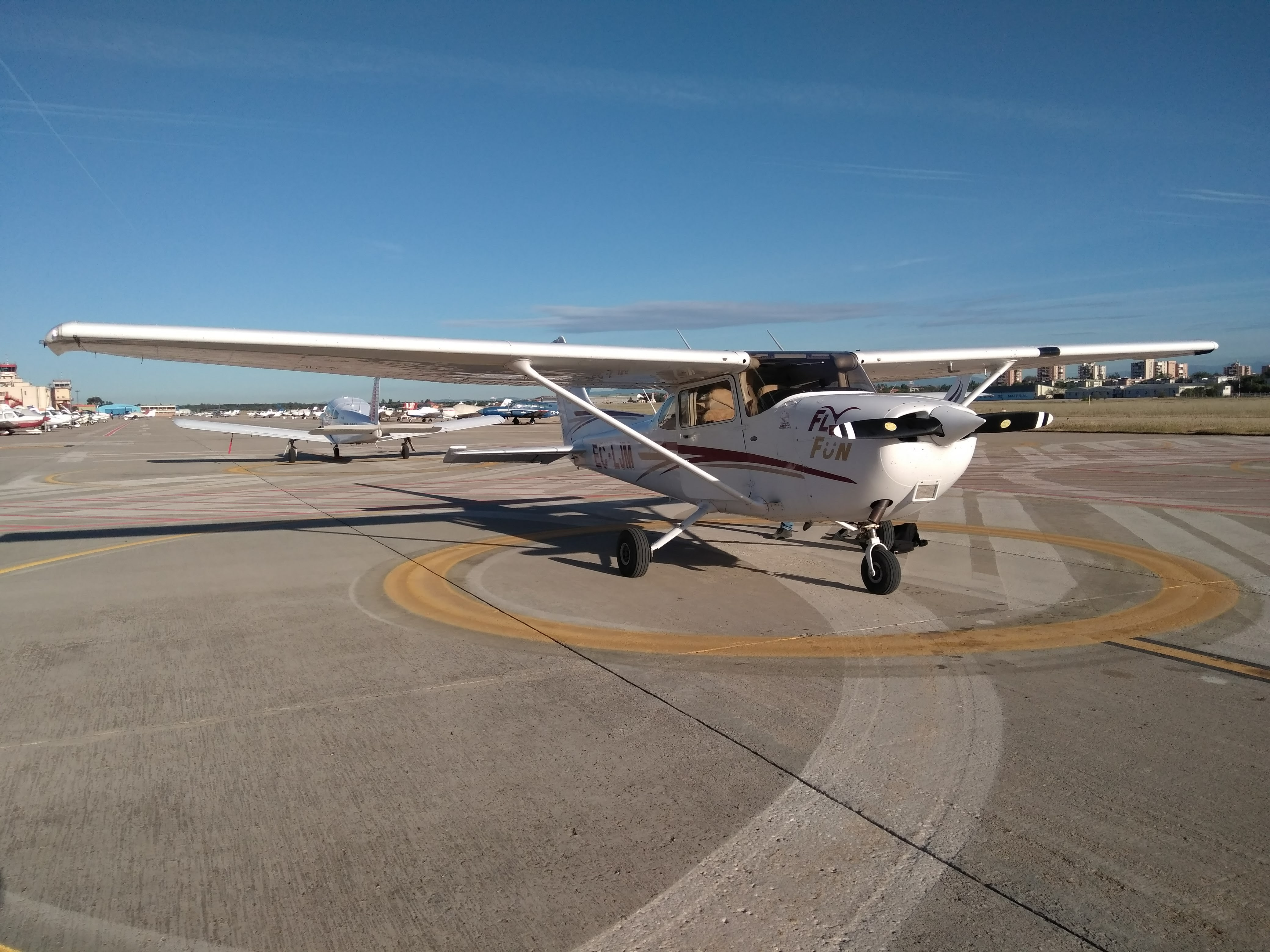
C172R en la plataforma del aeropuerto Madrid Cuatro-Vientos cerca de la puerta A

### Pistas, calles de rodaje y plataformas
Madrid Cuatro-Vientos cuenta oficialmente con una pista, orientación 09-27 (direcciones: 94°-274°), asfaltada de 1500 m de largo por 30 metros de ancho. Esta pista está iluminada con luces de borde, umbral y extremo de pista. Ambas cabeceras cuentan también con luces de aproximación sencillas.
Ambas cabeceras cuentan con las siguientes distancias declaradas:
- TORA: 1500 m
- TODA: 1560 m
- ASDA: 1560 m
- LDA: 1500 m

A su vez, la pista está protegida por un área de seguridad de 1740x80 m.
Paralela, al sur, corre la única calle de rodaje, denominada A (alfa). Esta está asfaltada y cuenta con una salida en cada cabecera, una salida normal próxima a la cabecera 09 y dos salidas rápidas aproximadamente a cada lado del centro de la pista. 
Diez puertas (desde la A a la J) permiten acceder a la plataforma civil, también asfaltada, que tiene una forma bastante irregular.

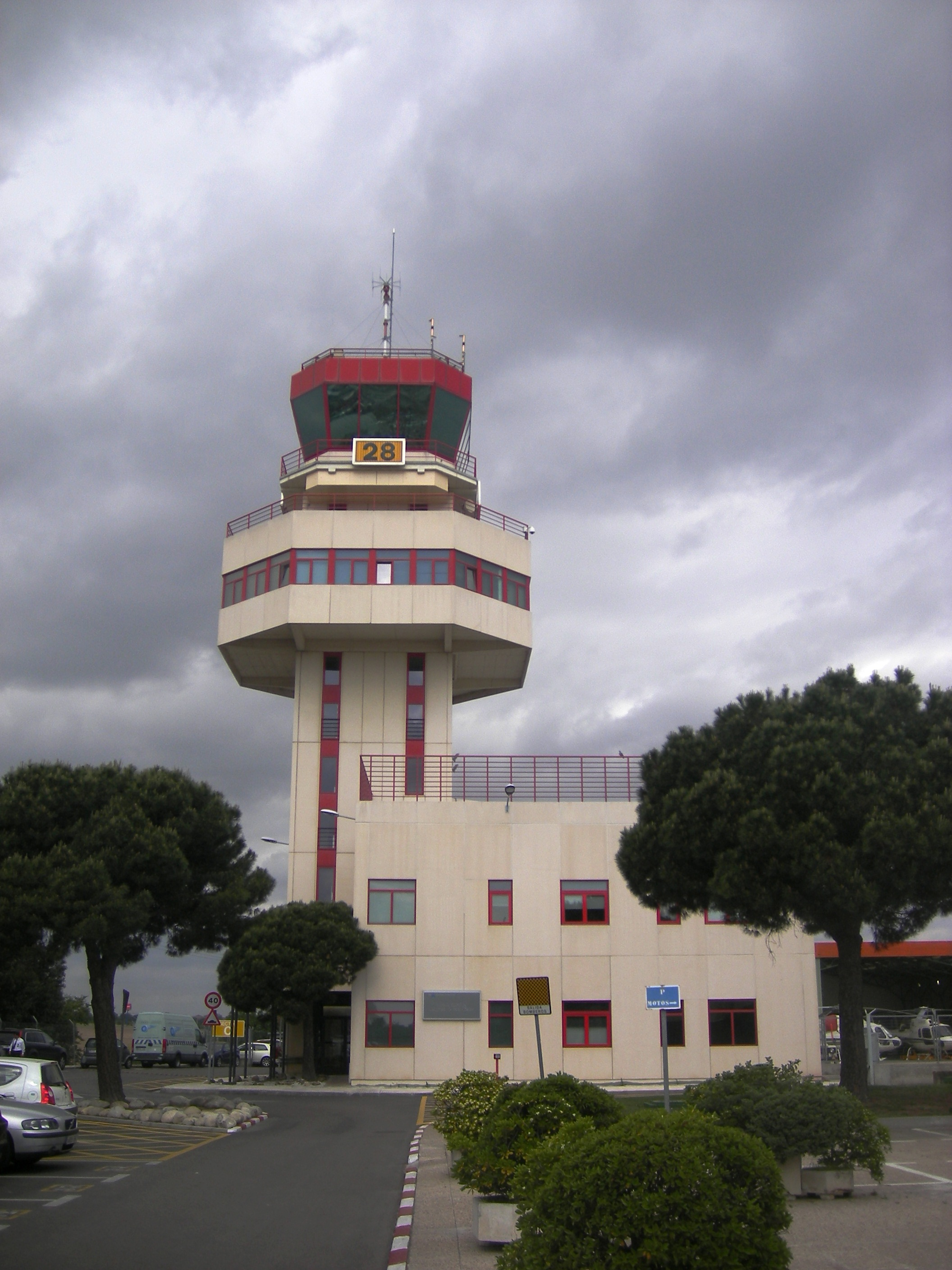
Torre de control actual del aeropuerto civil.

Herencia de la base militar, existen otras instalaciones en el aeropuerto. Una pista paralela, de terreno natural, con 1100 metros de largo y 45 metros de ancho, se encuentra al norte de la principal. La misma no está aprobada por AENA pero sí por el Ejército del Aire. De hecho aparece en las cartas oficiales del aeropuerto y es regularmente mantenida y balizada, usándose de forma habitual con las aeronaves de tipo histórico de la Fundación Infante de Orleans. Sin embargo, no se diferencian en pista derecha e izquierda como correspondería en caso de ser oficial. También en el área militar y no reconocidos por AENA, existen dos helipuertos. Calles de rodaje y varias plataformas militares completan el total del área de movimientos.

### Radioayudas
El aeropuerto cuenta con un NDB y un PAPI en cada cabecera.
Por esto el aeropuerto está autorizado exclusivamente para tráficos VFR. Para los tráficos civiles solo es operativo en horario diario a partir de las 09:00 Hora Local hasta el ocaso

### Terminales
Un pequeño edificio terminal acoge las oficinas de Aduanas y la Guardia Civil, una cafetería, escuelas de vuelo y otros servicios.

### Servicios de aeródromo
Cuatro-Vientos cuenta con servicio ATC y ATIS, cuenta con servicio de bomberos categoría 3, repostado de combustible (Avgas 100LL y JET) por la empresa Exolum e información meteorológica. El METAR se encuentra en la zona militar, por tanto para consultarlo se debe usar el indicativo LEVS y no LECU).

### Frecuencias[3]
Las frecuencias del Aeropuerto de Cuatro Vientos son las siguientes (se han omitido las frecuencias militares):
| Dependencia                | Servicio     | Frecuencia | Horario                | Observaciones |
| -------------------------- | ------------ | ---------- | ---------------------- | ------------- |
| Cuatro Vientos TWR         | TWR          | 118.705    | Horario de Operaciones |               |
| Cuatro Vientos TWR         | GMC (Ground) | 121.805    | Horario de Operaciones |               |
| Cuatro Vientos TWR         | EMERG        | 121.500    | 24H                    |               |
| Cuatro Vientos Information | ATIS         | 118.230    | Horario de Operaciones |               |

## Circuito de tráfico y puntos de notificación en vuelo
El ATZ de Cuatro Vientos tiene tres puntos de notificación obligatorios, uno de salida (punto W), un punto de entrada (Punto S) y uno bidireccional previa autorización de la torre (Punto N). 
La salida del circuito en despegue siempre se realiza por W (salvo en ocasiones especiales, que el ATC podrá permitir la salida por N si así lo considera).

### Circuito de entrada
Hay dos puntos de notificación obligatorios para aquellas aeronaves que entren al campo . Se debe establecer contacto con torre (118.705mhz) antes de llegar a dichos puntos.
Los puntos son S (Residencial Miraflores) y N (Boadilla del Monte). El circuito de entrada se realizará a 3000 pies (MSL - altitud del campo 2269 pies) para aeronaves con IAS inferior a 120 nudos. Aeronaves con velocidad superior a 120 nudos declarada en el Plan de vuelo harán el circuito a 3500 pies (MSL).
La entrada al circuito desde punto S se realizará siempre abeam torre, salvo que el ATC indique lo contrario.

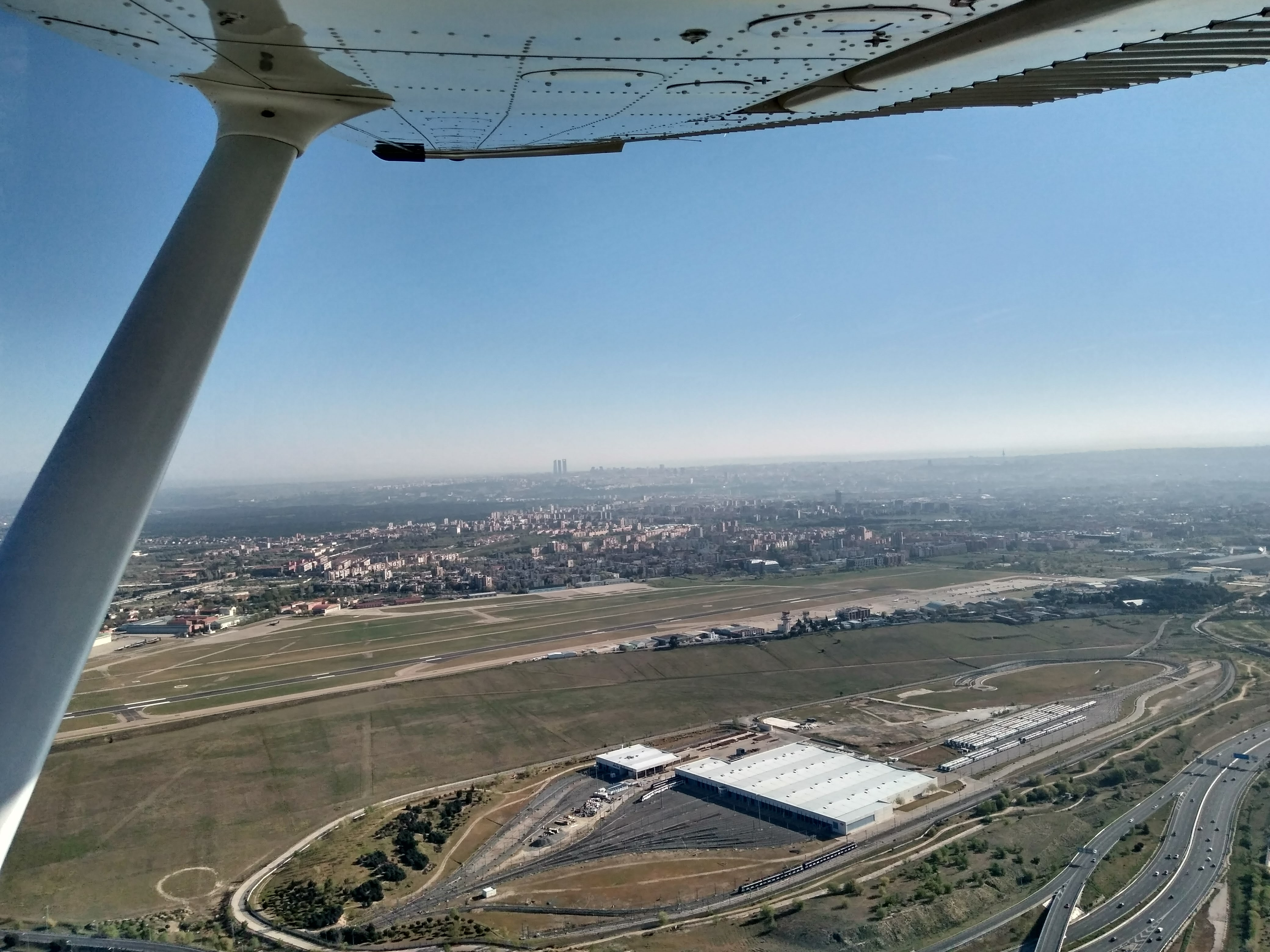
Vista aérea Aeropuerto Madrid-Cuatro Vientos desde el viento en cola derecha de la pista 09 procediendo desde punto S

### Circuito de salida
La salida del ATZ se realiza siempre por el punto W (Villaviciosa de Odón).
Dependiendo de la pista activa la salida se realizará de la siguiente forma:
- Si la pista activa es la 27, los aviones con IAS menor de 120 nudos volarán hasta punto W a 3000 pies. Los aviones con IAS mayor de 120 nudos volarán hasta punto W a 3500 pies.
- Si la pista activa es la 09, todos los aviones realizarán el tramo de viento en cola de la pista 09 a 3300 pies para abandonar por punto W a 3000, independientemente de su IAS.
  - La razón para hacer el circuito a 3300 pies es que la altitud de entrada a circuito son 3000 pies (o 3500) y si la pista 09 es activa, los tráficos en viento en cola y los tráficos entrantes tendrían conflictos de altitud

## Academias y Organismos
El Aeropuerto de Madrid-Cuatro Vientos es sede de muchas academias y organismos tanto privados como del Estado.

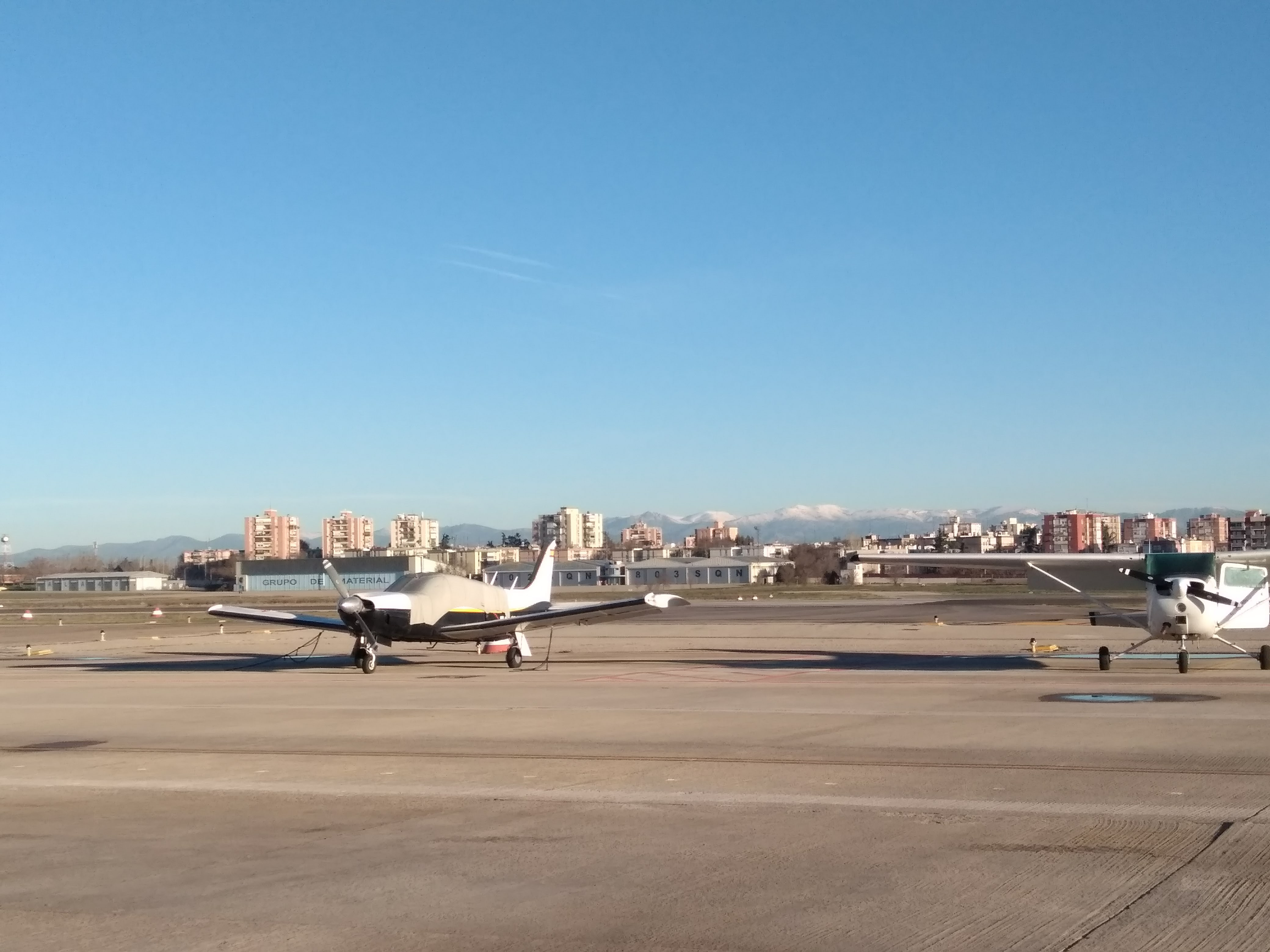
Aviones de distintas academias en la plataforma del Aeropuerto

### Academias
Las siguientes academias y clubs tienen actualmente sede en el Aeropuerto de Madrid Cuatro-Vientos:

Logo de la Fundación Infante de Orleans

- Aerotec
- Aerofan
- Dares Aviation
- World Aviation
- Fly School
- Fly&Fun
- European Flyers
- Quality Fly
- Aviation Vip
- Club de Vuelo TAS
- Pulse
- Cinetic Plus
- Air Hostess (Simulador)
- Air Team One

### Organismos Privados
Los siguientes organismos privados tienen actualmente sede en el Aeropuerto de Madrid Cuatro-Vientos:
- Real Aeroclub de España (RACE)
- Fundación Infante de Orleans
- Fundación Antonio Quintana
- BuckerBook
- ATS Aviation S.L
- Eliance

### Organismos Públicos

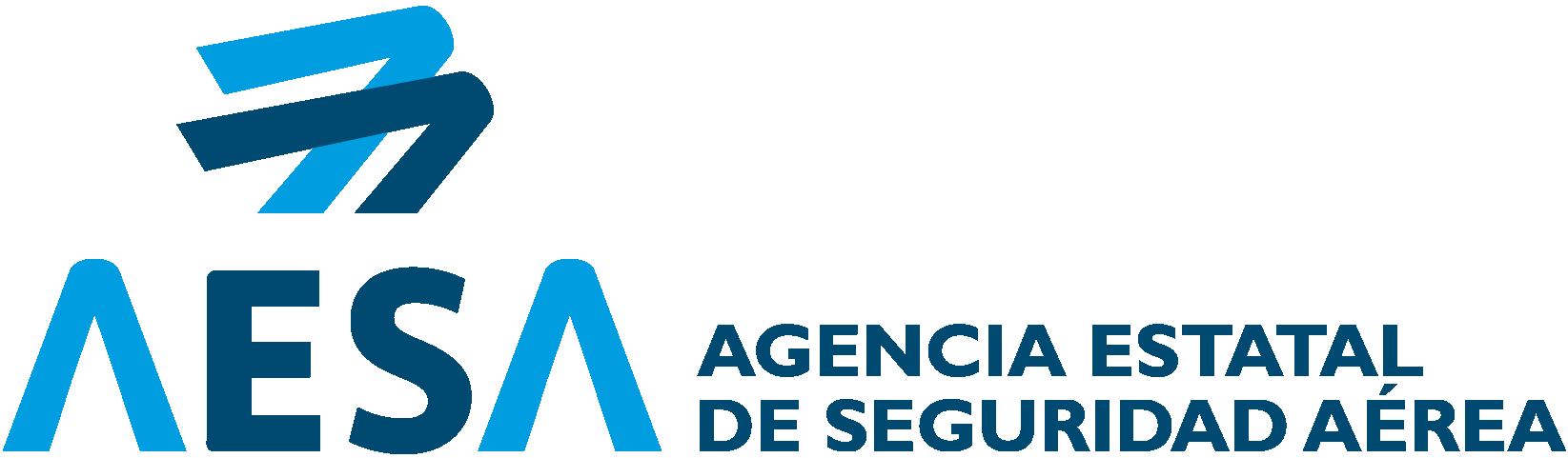
Logo de la Agencia Estatal de Seguridad Aérea

Los siguientes organismos públicos tienen actualmente sede en el Aeropuerto de Madrid Cuatro-Vientos:
- Agencia Estatal de Seguridad Aérea (AESA)
- Aeropuertos Españoles y Navegación Aérea S.A (AENA)
- Ejército del Aire y del Espacio
- Dirección General de Tráfico (DGT)
- Cuerpo Nacional de Policía

## Miscelánea
Torres de control

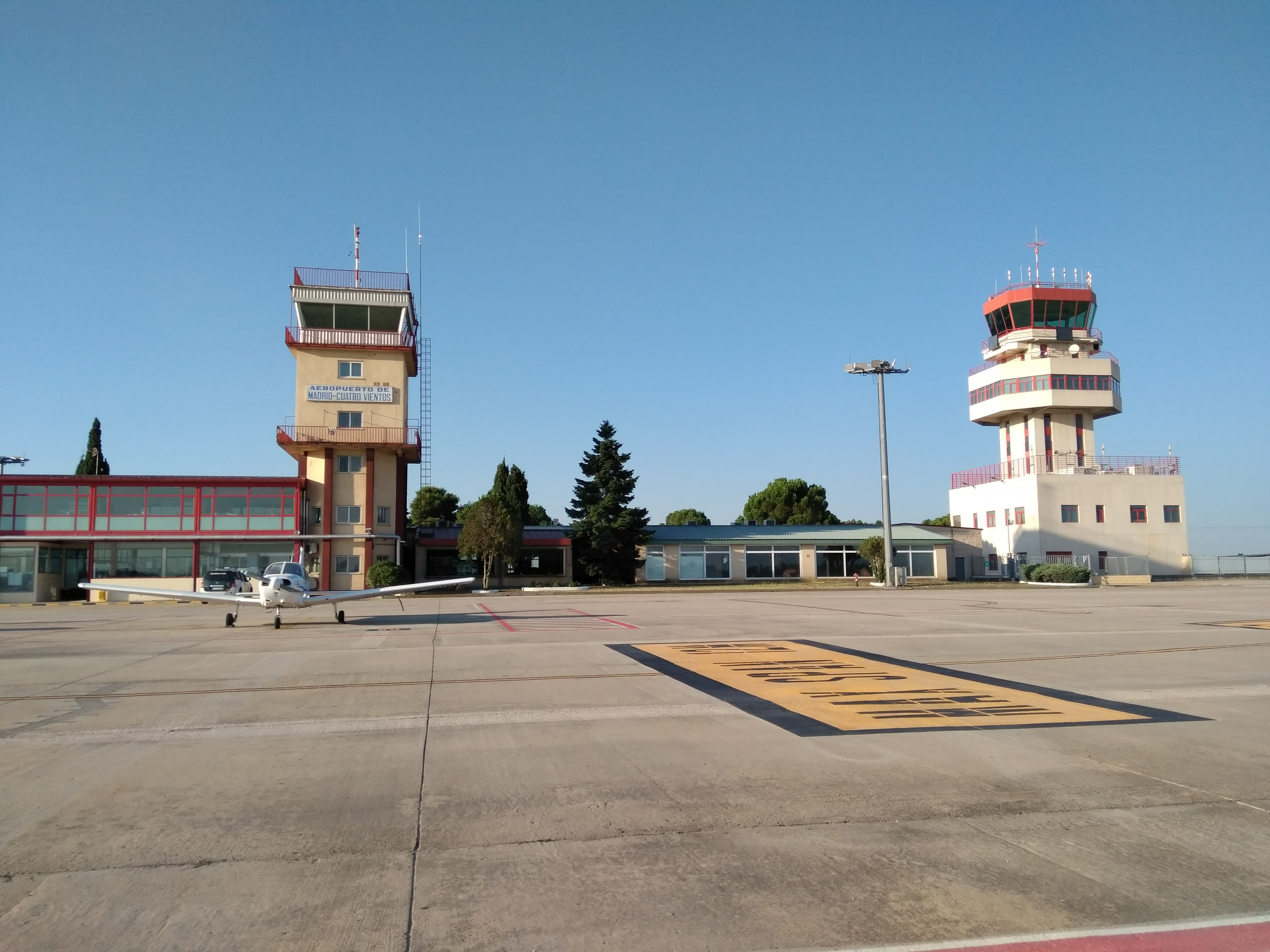
Torre de control nueva y torre de control vieja del aeropuerto de Madrid Cuatro-Vientos

Un dato curioso del aeropuerto es el hecho de que tiene tres torres de control. La primera es ya un museo, siendo la torre de control más antigua de Europa y declarado bien de interés cultural desde el 16 de diciembre de 2021.
La segunda torre de control se construyó sobre el edificio terminal, ha quedado fuera de servicio y permanece actualmente cerrada. La tercera torre se construyó separada del resto de edificios, fue puesta en servicio en octubre de 2005.
Desde el año 2020 el servicio de control aéreo de Cuatro Vientos está gestionado por SAERCO y no por Aena.
Espectáculos aéreos
El primer domingo de cada mes (excepto enero y agosto) el aeropuerto se cierra durante una hora para permitir una exhibición de aviones de época. Organizada por la Fundación Infante de Orleans (FIO), uno de los museos de aeronaves históricas en vuelo más importantes de Europa. 
Escuela de Técnicas de Mando, Control y Telecomunicaciones (EMACOT)
Es un centro de formación militar del Ejército del Aire especializado en las áreas de mando y control y telecomunicaciones y electrónica. También se ha hecho cargo de la formación de los operadores de radar de la Guardia Civil. Se encuentra en la zona sur de la base aérea/aeropuerto.
Evolución y Futuro
El crecimiento de la ciudad de Madrid durante un siglo ha ido alcanzando el aeródromo hasta rodearlo, lo cual ha generado una situación bastante comprometida para la seguridad de los vuelos y la comodidad de los residentes cercanos. Si bien la cabecera de la pista 09 está rodeada por la autopista M-40 y la zona sur del aeropuerto está ocupada por instalaciones del Metro de Madrid, la zona norte y la cabecera de la pista 27 han quedado encerradas por edificios residenciales e industriales.
El aeropuerto original, construido en 1911, se ubicaba entre terrenos de naturaleza rústica y campamentos militares, sin apenas urbanización. Esta situación se mantuvo inalterada hasta los años 60, con la única excepción de la construcción, entre 1950 y 1955 de 80 viviendas unifamiliares en la conocida como Colonia Militar de Cuatro Vientos. En estas circunstancias, las actividades del aeropuerto, no colisionaban con los intereses de los vecinos ni ocasionaban molestias significativas. Esta situación empieza a cambiar con la planificación y construcción, entre los años 60 y 70 del vecino Barrio de las Águilas y los primeros asentamientos en el Barrio de la Fortuna en Leganés. Pese a que estos barrios se encontraban ya muy próximos al aeropuerto y, por tanto, sus vecinos podían verse afectados negativamente por la actividad del mismo, las autoridades emprendieron en la década de 1970, un importante programa de ampliación del aeropuerto, desarrollando la parte civil del mismo con la construcción de una pista asfaltada (que en 1975 se ampliaría hasta los 1500 metros), abriendo el aeropuerto a vuelos internacionales y ampliando la actividad del área militar con la creación de una Unidad Especial de Helicópteros con base en Cuatro Vientos.
En los años 90, el Ayuntamiento de Madrid empieza a proyectar los nuevos ensanches para Madrid, y en 1993 se elabora el proyecto del PAU de Carabanchel-Cuatro Vientos que va a rodear de forma definitiva el aeropuerto. El PGOUM, incluyendo estos nuevos barrios, se aprobará definitivamente en 1997 y, a pesar de los retrasos, se ejecutará entre los años 2001 y 2007.
La cercanía de éstos barrios, principalmente de algunos edificios residenciales de hasta 45 metros de altura sobre el umbral de la pista, hacen complicada y peligrosa la operación del aeropuerto. A pesar de ello, AENA y el Ministerio de Fomento, aprobaron en 2001 el nuevo Plan Director del Aeropuerto de Madrid-Cuatro Vientos, OM de 5 de septiembre de 2001 y publicado en el BOE de 11 de septiembre de 2001 que, obviando la nueva realidad urbana en la que se inserta el aeropuerto, que contemplaba una expansión extraordinaria de su actividad con un incremento de operaciones, que, si bien no se ha alcanzado en el 100%, ha llevado a que actualmente, el aeropuerto de Cuatro Vientos sea el séptimo de España en número de operaciones, por encima de aeropuertos de la importancia de Tenerife, Alicante, Sevilla o Valencia.
La realidad actual es que el continuo ruido generado por las aeronaves sobrevolando la zona supone una merma considerable de la calidad de vida de los residentes, lo cual se ha visto agravado por algunos accidentes ocurridos en las fases de despegue y aproximación. 
Existe desde hace años un fuerte debate sobre el tema que ha llevado a conflictos entre las empresas y los trabajadores del aeropuerto, los vecinos, el Ayuntamiento de Madrid y AENA. Sin embargo, sin importar de quién es la responsabilidad o cómo se han ido dando los hechos, la realidad es que el aeropuerto está ya encajonado y parece imposible que se mejore la situación. Por ello, hace años que se planifica el cierre y traslado de las instalaciones a una zona más alejada de Madrid, ubicada entre Navalcarnero y El Álamo, quedando Cuatro Vientos como un aeródromo-helipuerto. 
Jornada Mundial de la Juventud
El aeropuerto de Cuatro Vientos albergó la tarde del sábado 20 y la mañana del domingo 21 de agosto de 2011 la vigilia de la Jornada Mundial de la Juventud (JMJ) que se celebró en Madrid del 16 al 21 de agosto de 2011.

## Fundación Infante de Orleans

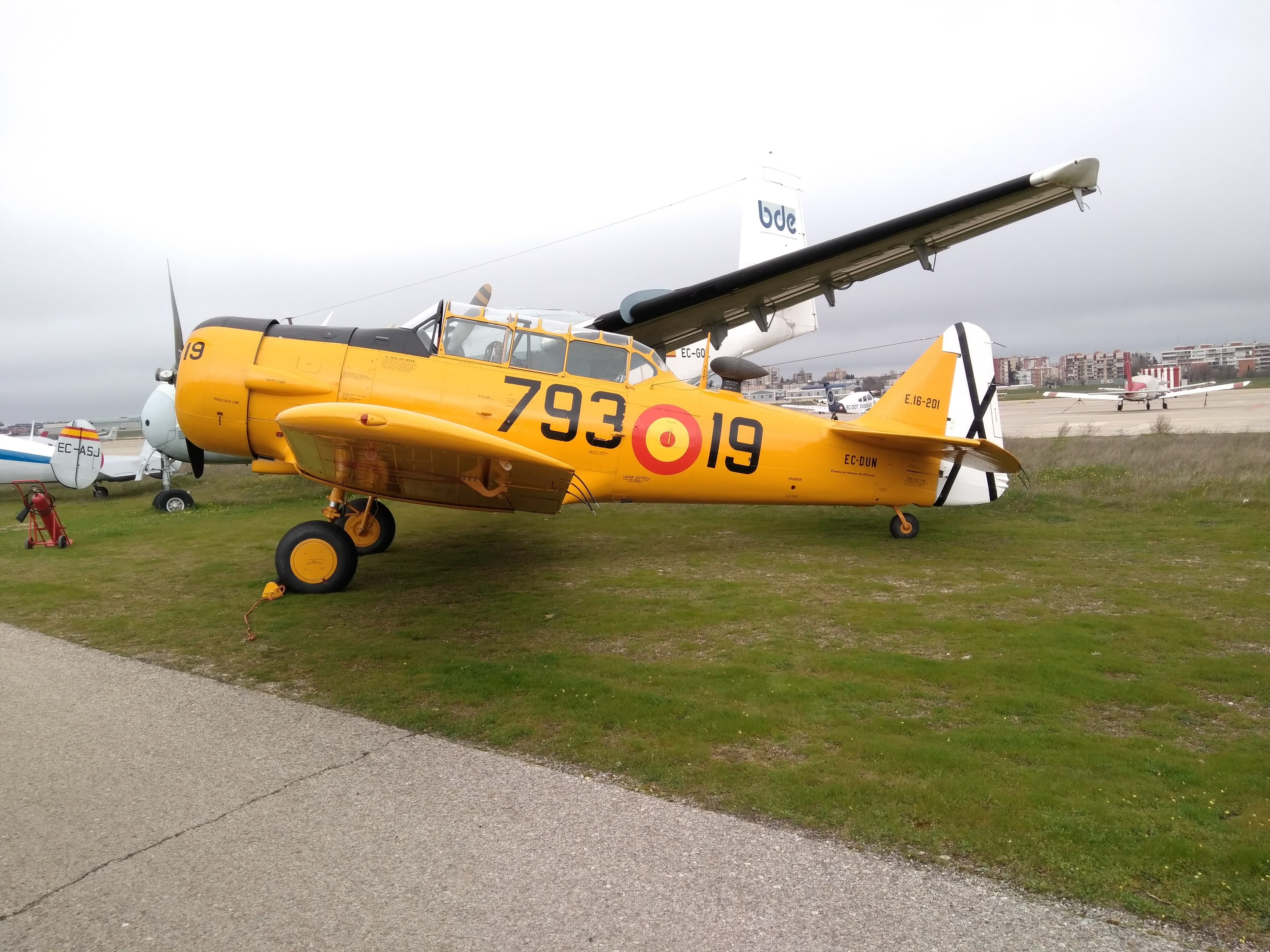
NORTH AMERICAN T-6 TEXANDUM - 1938 de la Fundación Infante de Orleans

El primer domingo de cada mes (salvo los meses de enero y agosto), la Fundación Infante de Orleans organiza una exhibición en vuelo de aviones antiguos de su museo. La exhibición consta de dos partes, el corralito estático en el que los aviones son expuestos y los visitantes pueden verlos de cerca, hablar con los pilotos y escuchar la visita guiada que se hace por megafonía. Normalmente, a las 12:30 el corralito se cierra, para que los aviones sean arrancados y salgan a volar de 13:00 a 14:00, en distintas formaciones de varios aviones o de vuelos individuales. En algunas ocasiones la fundación termina la exhibición con algún vuelo acrobático.
La Fundación ha iniciado ya las obras de construcción de una nueva instalación en la base aérea de Getafe y esta previsto que se traslade allí durante los próximos años, esta nueva instalación será de uso de exclusivo de la fundación y contara con centro de reparaciones, oficinas y hangares. También, esta previsto que se construya el Museo de Airbus en España junto a la instalación.

## Accidentes e incidentes
- En septiembre de 1976 el Douglas C-53 Skytrooper T.3-57 del Ejército del Aire tuvo un accidente en Cuatro Vientos y fue retirado.[19]
- En mayo de 2013 un Hispano Aviación HA-200 Saeta de la Fundación Infante de Orleans se estrelló durante una exhibición mensual de dicha fundación. El piloto murió y varios policías y bomberos resultaron heridos.[20]
- En julio de 2016 un Cirrus SR22 se estrelló durante la maniobra de aterrizaje, impactando contra uno de los edificios de servicios, incendiándose a continuación. Ambos pilotos murieron en el acto.[21][22]